# Cot Usen
Cot Usen is een bestuurslaag in het regentschap Aceh Utara van de provincie Atjeh, Indonesië. Cot Usen telt 148 inwoners (volkstelling 2010).